# 一元体
数学において一元体（いちげんたい、英: field with one element）あるいは標数 1 の体 (field of characteristic one) とは、「ただひとつの元からなる有限体」と呼んでもおかしくない程に有限体と類似の性質を持つ数学的対象を示唆する仮想的な呼称である。しばしば、一元体を F1 あるいは Fun で表す。通常の抽象代数学的な意味での「ただひとつの元からなる体」は存在せず、「一元体」の呼称や「F1」といった表示はあくまで示唆的なものでしかないということには留意すべきである。その代わり、F1 の概念は、抽象代数学を形作る旧来の材料である「集合と作用」が、もっとほかのより柔軟な数学的対象で置き換わるべきといった方法論を提供するものと考えられている。そういった新しい枠組みにおける理論で一元体を実現しているようなものは未だ存在していないが、標数 1 の体に類似した対象についてはいくつか知られており、それらの対象もやはり用語を流用して象徴的に一元体 F1 と呼ばれている。なお、一元体上の数学は日本の黒川信重ら一部の数学者によって、絶対数学と呼ばれている。
F1 が旧来の意味の体にならないことは、体が通常加法単位元 0 と乗法単位元 1 という二つの元を持つことから明らかである。制限を緩めて、ただひとつの元からなる環を考えても、それは 0 = 1 のみからなる零環 (trivial ring) であり、零環の振舞いと有限体の振る舞いは大きく違うものになってしまう。提案されている多くの F1 理論では抽象代数学をすっかり書き換えることが行われており、ベクトル空間や多項式環といった旧来の抽象代数学でしばしば扱われる数学的対象は、その抽象化された性質とよく似た性質を持つ新しい理論における対応物で置き換えられている。このような理論によって新しい基礎付けのもと可換環論や代数幾何学の展開が可能となる。こういった F1 についての理論の決定的な特徴のひとつは、新しい基礎付けのもとで古典的な抽象代数学で扱ったものよりも多くの数学的対象が扱えるようになり、そのなかに標数 1 の体であるかのように振舞う対象があるということである。
F1 の数学的研究の可能性がはじめて示唆されたのは1957年、ジャック・ティッツによる射影幾何学における対称性と単体的複体の組合せ論の間の類似性の基礎についての論文 (Tits 1957) においてである。F1 は非可換幾何学やリーマン予想の解明に関係するものとされている。F1 に関する理論は数多く提案されているが、F1 としてあるべき性質が全て満たされるような決定版といえるようなものが（その中にあれば）どれなのかは未だにわかっていない。

## 歴史
1957年にジャック・ティッツは、代数群と抽象単体的複体との関連を記述するブリュア-ティッツのビルの理論を導入した。仮定の一つに「ビルが n-次元抽象単体的複体で k < n ならば、ビルの任意の k-単体は少なくとも三つの n-単体を含まなければならない」という非自明性条件が課せられていた。これは古典的射影幾何学における「直線上には少なくとも三つの点が存在する」という条件の類似対応であるが、射影幾何の公理のうち先ほどの条件を「直線上の点は二つに限る」というもので置き換えた退化版の幾何学が存在する。この退化版の幾何学のビルの理論における対応物はアパートと呼ばれる。アパートはビルの理論において、ティッツが存在を予想した「退化版の幾何学から通常の射影幾何学に等しいものが構成できる」という理論と同様の役割を果たすものである。ティッツは、この幾何学は「標数 1 の体」上の幾何学であると述べている。この類似対応によれば F1 の基本性質のいくつかを記述することができるが、実際に構成することは可能ではなかった。
F1 に対する別のアイデアは代数的数論から見出される。ヴェイユによる有限体上の代数曲線に対するリーマン予想の証明は、有限体 k 上の代数曲線 C からはじめて、積 C ×k C をつくり、その対角成分をみるものである。もし整数全体の成す集合 Z を何らかの体の上の代数曲線とみなすことができるならば、ヴェイユの方法でリーマン予想も証明できることになる。整数環 Z は一次元であり、曲線と呼べそうな気がしてくるが、実際には Z はどのような体上の多元環にもならない。F1 が満たすであろうと考えられている性質の一つは Z がF1 上の多元環となるというものである。そうすれば積 Z ×F1 Z を構成することができて Z に対するリーマン予想が有限体上の代数曲線に対するヴェイユの方法で証明することが望めるはずである。
さらに別な角度から、ディオファントス方程式を複素幾何学の道具立てを使って研究するアラケロフ幾何学に由来する F1 のアイデアがある。この理論には、有限体と複素数との間の複雑な比較対応が含まれる。ここでの F1 の存在は記述的な理由で有用である。
1993年にユーリ・マニンはゼータ函数についての講義シリーズで、彼の F1 上の代数幾何学の展開を提示している。マニンの示唆するところによれば、F1 上の代数多様体に付随するゼータ函数は非常に単純な記述を持ち、F1 のグロタンディーク群は球のホモトピー群に関係があるだろうというのである。これに示唆を受けて何人かの数学者たちが F1 に注意を向けることとなり、2000年に Zhu は F1 として F2 で和について 1 + 1 = 1(≠ 0) で置き換えたものを提案した。あるいは Deitmar は、F1 は環の構造から加法を忘れて乗法について注目したもの（吸収元 0 付きのモノイド）として得られるべきものであると示唆している。Toën と Vaquié は相対スキームに関するハキムの定理を構築し、対称モノイド圏を用いて F1 を定義した。ほかにも、Durov は可換代数的モナドとして、また、Soulé は複素数体上の多元環とある種の環の圏からの函手を用いて、Borger は有限体や整数環からdescentを用いて、F1 を構成している。
近いところでは、アラン・コンヌとその共同研究者たちが F1 を非可換幾何学に結び付けている。

## 性質
F1 は以下のような性質をもつものであると信じられている。
- 任意の有限集合は F1 上のアフィン空間であり、また F1 上の射影空間でもある。
- 任意の基点付き集合は F1 上のベクトル空間である[10]。
- 有限体 Fq は F1 の q-量子化である。
- ワイル群は F1 上の単純代数群である。
単純代数群に対するディンキン図形が与えられたとき、そのワイル群[11]は F1 上の単純代数群である。
- Spec Z は F1 上の曲線である。
- 任意の群は F1 上のホップ代数である。もっと一般に、代数的対象の図式として定義されるいかなる対象も、集合の圏において F1-類似物をもつ。
- 集合上の群 G の作用は F1 上の群の射影表現であり、これにより G は群ホップ代数 F1[G] となる。
- F1 上の代数多様体はトーリック多様体であり、任意のトーリック多様体は F1 上の代数多様体を決定する[12]。
- F1 上の PN のゼータ函数は{\displaystyle \zeta (s)=s(s-1)\cdots (s-N)}である[7]。
- F1 の m-次の K-群 K(F1) は球スペクトルの m-次安定ホモトピー群でなければならない[7]。

## q-類似のq= 1 への特殊化
集合上のさまざまな構造のq-類似が Fq 上の射影空間の構造として得られ、q = 1 へ特殊化することでもとの構造が F1 上の射影空間の構造として計算される。
集合は射影空間である。有限体 Fq 上の (n − 1)-次元射影空間 P(Fqn) = Pqn−1 の元の個数は、q-整数{\displaystyle [n]_{q}:={\frac {q^{n}-1}{q-1}}=1+q+q^{2}+\cdots +q^{n-1}}で与えられる。q = 1 とすれば [n]q = n となる。
この q-整数の q-冪和への展開は、射影空間のシューベルト胞分解に対応する。
旗の置換n 個の元からなる集合上の置換の総数は n! 個であり、{\displaystyle [n]_{q}!:=[1]_{q}[2]_{q}\cdots [n]_{q}}を q-階乗とすれば、Fqn における極大旗の総数は [n]q! である。実際、集合上の置換はフィルター付き集合と考えることができ、旗はフィルター付きベクトル空間とかんがえることができる。たとえば、置換 (0, 1, 2) は  {0} ⊂ {0, 1} ⊂ {0, 1 , 2} なるフィルター付けに対応する。
部分集合は部分空間である二項係数 n!/(m!(n − m)!) は n-元集合の m-元部分集合の総数を与え、q-二項係数 [n]q!/([m]q![n − m]q!) は Fq 上の n-次元ベクトル空間における m-次元部分空間の総数を与える。
q-二項係数の q-冪の和への展開は、グラスマン多様体のシューベルト胞分解に対応する。

## 体の拡大
一元体の拡大体は、1の冪根の成す群として、あるいはもっと精密に（幾何構造をも考え合わせた）1の冪根からなる群スキームとして定義することができる。1 の n-乗根全体の成す群 μn は位数 n の巡回群に（自然でない）同型をもち、この同型は1の原始冪根の選び方に依存する。一元体 F1 の n-次拡大体は
{\displaystyle \mathbb {F} _{1^{n}}=\mu _{n}}
で与えられる。したがって、体 F1n 上の d-次元ベクトル空間とは、位数 dn の基点付き有限集合で 1 の冪根が自由に作用するものである。
この観点で有限体 Fq は q − 1 を割り切る任意の自然数 n に対する F1n 上の d = (q − 1)/n 次元の多元環とみなせる。このことは、有限体 Fq の単元群（これは 0 ではない q − 1 個の元からなる）が位数 q − 1 の巡回群であり、q − 1 を割り切る位数をもつ巡回群に（冪指数を上げるものとして）自由に作用すること、および零元 0 が体の基点をあたえるという事実に対応する。
同様に実数体 R は F12 上の無限次元多元環である（これは実数体は 1 の冪根のうち ±1 を含むがほかは含まないことに対応する）。また、複素数体 C は（任意の 1 の冪根を含む）任意の自然数 n に対する F1n 上のやはり無限次元の多元環である（これは複素数体が 1 の任意の冪根を含むことに対応する）。
このような見方では、体が 1 の冪根を含むことのみに依存する現象は F1 の性質から来ているものとみなすことができる。たとえば、複素数値離散フーリエ変換や関連する Z/nZ-値数論的変換など。

## 注記
1. ↑  "un" はフランス語で "1" の意味の単語であり、また一元体という対象がもつ数学的な豊かさへのわくわくする期待感を英語のfunと掛けたものともなっている。

## 関連文献
- Borger, James (2009), Λ-rings and the field with one element
- Connes, Alain; Consani, Caterina; Marcolli, Matilde (2009), “Fun with F1”, Journal of Number Theory
- Deitmar, Anton (2005), “Schemes over F1”, in van der Geer, G.; Moonen, B.; Schoof, R., Progress in Mathematics, 239
- Deitmar, Anton (2006), F1-schemes and toric varieties
- Durov, Nikolai (2008), New Approach to Arakelov Geometry
- Lescot, Paul (2009), Algebre absolue
- Lorscheid, Oliver (2009), Algebraic groups over the field with one element
- Manin, Yuri (1995), “Lectures on zeta functions and motives (according to Deninger and Kurokawa)”, Astérisque 228 (4):  121–163
- López Peña, Javier; Lorscheid, Oliver (2009), Mapping F1-land: An overview of geometries over the field with one element
- Soulé, Christoph (2008) (French), Les variétés sur le corps à un élément
- Tits, Jacques (1957), “Sur les analogues algébriques des groupes semi-simples complexes”, Colloque d’algèbre supérieure, tenu à Bruxelles du 19 au 22 décembre 1956, Centre Belge de Recherches Mathématiques Établissements Ceuterick, Louvain, Paris: Librairie Gauthier-Villars, pp. 261–289
- Toën, Bertrand; Vaquié, Michel (2005), Au dessous de Spec Z